# Kang Yong-gyun
Dans ce nom coréen, le nom de famille, Kang, précède le nom personnel.
Kang Yong-Gyun, né le 23 juillet 1974, est un lutteur nord-coréen spécialiste de la lutte gréco-romaine.

## Biographie
Il participe aux Jeux olympiques d'été de 1996 et Jeux olympiques d'été de 2000 en combattant dans la catégorie des poids mouches (-54 kg) et remporte la médaille de bronze en 2000.

## Palmarès

### Lutte aux Jeux olympiques
- 2000, à Sydney,  Australie
  -  Médaille de bronze en lutte gréco-romaine moins de 54 kg.